# Ján Barčák
Ján Barčák (* 17. listopadu 1947, Veľká Lomnica) je bývalý slovenský fotbalista, obránce. Po skončení aktivní kariéry působí jako trenér.

## Fotbalová kariéra
V československé lize hrál za VP Frýdek-Místek. Nastoupil ve 23 ligových utkáních a dal 1 gól. V roce 1983 odešel do TJ Slezan Frýdek-Místek.

## Ligová bilance
| Ročník                                   | Zápasy | Góly | Klub             |
| ---------------------------------------- | ------ | ---- | ---------------- |
| 1. československá fotbalová liga 1976/77 | 23     | 1    | VP Frýdek-Místek |
| CELKEM                                   | 23     | 1    |                  |

## Trenérská kariéra
- 1981/82 - VP Frýdek-Místek - asistent
- 1982/83 - VP Frýdek-Místek - asistent
- 1983/84 - VP Frýdek-Místek - asistent
- 1985/86 - VP Frýdek-Místek - asistent
- 1992/93 - VP Frýdek-Mistek[2][3]
- 1993/94 - SK Železárny Třinec
- 1994/95 - FC Coring Bohumín
- 1995/96 - SK Železárny Třinec
- 1996/97 - SK Železárny Třinec
- 1999/00 - VP Frýdek-Místek